# اجتياز (هوية عرقية)
يحدث الاجتياز العرقي عندما يتم قبول أو إدراك شخص مصنف كعضو في مجموعة عرقية كعضو في مجموعة عرقية أخرى. من الناحية التاريخية، تم استخدام المصطلح بشكل أساسي في الولايات المتحدة لوصف شخص ملون أو من أصل متعدد الأعراق اندمج في الأغلبية البيضاء هربًا من الأعراف القانونية والاجتماعية للفصل العنصري والتمييز.

## في الولايات المتحدة

### الاجتياز كشخص أبيض
على الرغم من وجود قوانين مكافحة تمازج الأجناس في أمريكا منذ عام 1664، لم تكن هناك قوانين تمنع اغتصاب النساء المستعبدات. على مدى أجيال، حملت الأمهات السود المستعبدات أطفالًا من أعراق مختلطة تم اعتبارهم مولاتو أو كوادرون أو اوكتورينز أو حتى هيكساديكارون بناءً على نسبتهم من «الدم الأسود».